# فيبي جودسون
فيبي غوديل جودسون (25 أكتوبر 1831-16 يناير 1926) وتسمى أحيانًا فيبي نيوتن جودسون، رائدة كندية أمريكية ومؤلفة. أسست وزوجها هولدن جودسون مدينة ليندين في ولاية واشنطن، وشيدت في عام 1886 الكلية الشمالية الغربية للمعلمين، والتي أصبحت فيما بعد جامعة واشنطن الغربية.
احتفظت جودسون بمذكرات تجاربها منذ 1 مارس 1853 (اليوم الذي غادرت فيه وعائلتها إلى منطقة واشنطن)، والتي اختصرتها لاحقًا وأعادت كتابتها في كتاب بحث الرائد عن موطن مثالي: مذكرات شخصية، والذي نُشر قبل وفاتها بوقت قصير.
لعبت دورًا كبيرًا في الفترة ما بين سبعينيات القرن التاسع عشر وتسعينياته في تطوير وادي نوكساك، وتسميته لاحقًا بليندين، لذا يُشار إليها غالبًا باسم «أم ليندين».

## حياتها

### خلفية
ولدت فيبي نيوتن غوديل في 25 أكتوبر 1831، في مدينة أنكاستر في كندا، وهي ثاني طفلة من بين 11 طفلًا مع أختها التوأم ماري ويكس غوديل، وسميت على اسم عمتها، فيبي غوديل. كان والداها جوثام ويكس «جاي دبليو» غودل وزير مشيخي من سلالة مستعمرين بريطانيين، ووالدتها آنا غلينينغ «آني» باتشيلير. هاجرت عائلتها في عام 1837 إلى فيرمليون في ولاية أوهايو، حيث نشأت هي وإخوتها.
تزوجت جودسون عندما بلغت من العمر 17 عامًا من هولدن ألين جودسون (المولود في منتصف عام 1827) في 20 يونيو 1849، وكبرا معًا. كانت شقيقة هولدن الوحيدة لوكريشا «تريشا» جودسون صديقة مقربة من فيبي في فيرمليون. عاش آل جودسون في منزل والدي هولدن في فيرمليون، وأنجبا طفلتهما الأولى آنا «آني» جودسون في العام التالي.
سافر آل غوديل إلى منطقة أوريغون في عام 1851 بعد قانون المطالبة بأرض التبرعات، تاركين فيبي وشقيقها الأكبر ويليام. استقرت ماري أخت جودسون التوأم وخطيبها ناثان دبليو ميلوي في ويلاميت في ولاية أوريغون (جزء من ويست لين حاليًا)، وأسس جاي دبليو غوديل بلدة غراند ماوند في واشنطن وأطلق عليها اسمها، مع زوجته وأطفاله الصغار، وتولى وظيفة مدير مكتب البريد ووزير بدوام جزئي جنبًا إلى جنب مع جورج إف ويتوورث (الذي أسس لاحقًا جامعة ويتوورث).
ألهمتها عائلتها، ورغبة هولدن في الاستقلال عن والديه، فانطلقت جودسون إلى منطقة واشنطن حديثة النشأة (شهر من تأسيسها) مع هولدن وآني في 1 مارس 1853، وذلك بعد أيام قليلة من زواج شقيقها ويليام من ماريا أوستن، إذ سلك كلاهما ذات الطريق باتجاه الغرب في العام التالي وشهدا مذبحة وارد.

### غراند ماوند وكلاكواتو
تعرف آل جودسون أثناء إقامتهم في غراند ماوند على هنود تشيهاليس الأصليين (الذين عاشوا في أجزاء مختلفة من أراضي جودسون)، وكونوا صداقة مع شخص يُدعى دين كلارك، الذي علمهم لغة شينوك بينما علموه الإنكليزية. مارس هنود تشيهاليس تسطيح الرأس، إذ كانت ممارسة شائعة في جميع قبائل ساحل ساليش الهندية.
تبنى آل جودسون صبي يتيم عمره عشر سنوات من هنود تشيهاليس، بعد أن نجا من الإعدام على يد قبيلته في شتاء عام 1853، وسموه «جاك جودسون» بناءً على طلبه. زار الحاكم الأول لواشنطن والمعين حديثًا إسحاق ستيفنز غراند ماوند في نفس العام. أخذ ستيفنز بنصيحة سكان غراند ماوند وأسس عاصمة مؤقتة في أولمبيا (أصبحت فيما بعد عاصمة الولاية الرسمية).
اكتشف آل جودسون بعد بناء كوخ خشبي في غراند ماوند أن الأرض غير خصبة ومغطاة بالحصى. انتقلوا في عام 1854 اثني عشر ميلًا (19 كم) جنوبًا إلى كلاكاتو في واشنطن، على طول نهر شيهاليس، حيث كانت الأرض خصبة لكن المشهد لم يلبِّ معايير «المنزل المثالي» لجودسون. كانت الأرض خصبة جدًا لدرجة لم يستطع آل جودسون تخزين كافة محاصيلهم المحصودة بكفاءة قبل موسم الأمطار. أُجبروا أيضًا على شراء كلبين (لايون وتيغ) لردع الدببة من أكل محاصيلهم وماشيتهم.
جاء شقيق جودسون ويليام غوديل في نفس العام مع زوجته وأطفاله الثلاثة عبر السهول إلى كلاكاتو مع والدي هولدن وأخته تريشيا (التي تزوجت من المارشال الأمريكي جورج دبليو كورليس وانتقلت إلى أوليمبيا بعد فترة وجيزة).

### حرب بيوجيت ساوند
انتقل والدا هولدن للعيش مع آل جودسون في عام 1855 مع بداية حرب بوغيت ساوند الهندية. لم يكن هنود تشيهاليس عدائيين علنيًا في كلاكاتو، إلا أنهم تجولوا في منازل المستوطنين، وجردوا ممتلكاتهم، حتى إذا ما استولوا على غنائم، فتُقسم بالتساوي. حاولت مجموعة صغيرة من الهنود بقيادة «بوغ أغلي» الاستيلاء على أرض جودسون، وقد منعت جودسون زوجها من قتلهم، وشعرت أن مثل هذا الإجراء لن يؤدي إلا إلى زيادة التوترات.
جرى إجلاء سكان كلاكاتو إلى حصن ستوكاد في كلاكاتو (بقيادة إدوين ديفيس)، وعانى بعضهم من نوبات الهستيريا. أخفى آل جودسون معظم ممتلكاتهم بالقرب من منزلهم، مع أخذ ما هو ضروري فقط. أمضوا الليالي في حصن ستوكاد، وعملت جودسون مع هولدن وجاك (اللذان رفضا الانضمام إلى المقاومة الهندية) ووالد هولدن اليوم في حصاد أراضيهم بينما أقامت آني وبونتا مع والدة هولدن.
تعرض العديد من أصدقاء وجيران جودسون لكمائن وقتل خلال الحرب الهندية. كانت أخت زوج جودسون تريشيا كورليس، وزوجها جورج كورليس يمضيان وقت المساء مع محصّل الرسوم الجمركية إسحاق إن إيبي، عندما قطعت مجموعة من هنود الهايدا رأسه. نجت تريشيا عندما ادّعت الموت، وهرب جورج من النافذة الخلفية لمنزل إيبي.
شهدت جودسون بعد نهاية حرب بوغيت ساوند الهندية إعدام الرئيس ليسكي (محرض الحرب)، والذي عارضته بشدة، وشعرت أنه خُدع لبدء التمرد. انتخب الحزب الديمقراطي هولدن في الهيئة التشريعية لولاية واشنطن في عام 1858. انتقلت جودسون مؤقتًا للعيش مع جورج وتريشيا كورليس (اللذين عاشا في أولمبيا) أثناء انعقاد المجلس التشريعي.

### أولمبيا وجزيرة ويدبي
أصبح هولدن أثناء وجوده في المجلس التشريعي، صديقًا لجون إيه تينانت، وهو مواطن من مقاطعة واتكوم. ألهم تينانت (الذي أطلق اسمه لاحقًا على بحيرة تينانت في فيرنديل في واشنطن) وحركة الملاحة في خليج بيلينجهام، هولدن وجورج كورليس للاستثمار في أراضي مقاطعة واتكوم والتبرع بالمال لتشييد طريق صغير إلى واتكوم (المدينة التي أصبحت بيلينجهام).
باعت هولدن أرض كلاكاتو في عام 1859 مقابل 4000 دولار مع مخصصات أخرى. استأجر آل جودسون منزلًا مؤطرًا في أولمبيا بهدف شراء المزيد من المساحات، واشترى والدا هولدن منزلًا بالقرب من أولمبيا وعاشوا فيه. افتتح هولدن محل بقالة كمصدر للدخل. كان آل جودسون من أوائل مواطني أولمبيا عندما تأسست في 28 يناير 1859 كأول مدينة فردية في واشنطن.
أنجبت جودسون ابنها جورج جودسون في 17 ديسمبر 1859 (سمي على اسم صهر جودسون، جورج كورليس). أنجبت جودسون بعد ثلاث سنوات في عام 1862، ابنتها ماري جودسون (الطفل الرابع غير المتبنى). ساهم كل من جورج ولوكريتيا كورليس، اللذان لم ينجبا أطفال، في تربية ماري.